# Budziejowice (województwo małopolskie)
Budziejowice – wieś w Polsce położona w województwie małopolskim, w powiecie proszowickim, w gminie Koniusza.
W wieku XV należały do Spytka z Melsztyna.
W 1595 roku wieś położona w powiecie proszowickim województwa krakowskiego była własnością kasztelana małogoskiego Sebastiana Lubomirskiego. W latach 1975–1998 miejscowość administracyjnie należała do województwa krakowskiego.